# Мулдавски манастир
Мулдавският манастир „Света Петка“ е православен женски манастир в Пловдивската епархия на Българската православна църква.
В предание се посочва, че манастирът бил основан по време на Втората българска държава, а по време на османската власт на три пъти е разрушаван, а след това възстановяван, като последно е възобновен през ХІХ век - през 1836 година. Понастоящем е постоянно действащ.

## География
Разположен е в дела Добростан на Западните Родопи, на около 2,5 км югозападно от село Мулдава и на около 4 км югоизточно от Асеновград. 

## История
Мулдавският манастир „Св. Петка“ е основан през XIV век, но скоро след възникването си е опустошен от настъпващите османски орди. Както повечето манастири от този район и той е възникнал в околностите на смятан за целебен древен извор. За първи път след опустошаването му, сведения за манастира под името „Св. Параскева“ са открити в Станимашкото (Асеновградско) синурнаме от 1519 – 1538 година.
По време на османската власт Мулдавският манастир е бил опустошаван неколкократно. Той става жертва на турския религиозен фанатизъм по време на големите потурчвания в Чепинско през 1666 г. Впоследствие обителта е разрушавана и възстановявана няколко пъти, като за последно е възобновена през 1836 г. от игумен Антим. Тогава били издигнати сегашната съборна църква и жилищните корпуси.
През Възраждането Мулдавският манастир е важно книжовно средище и разполага с богата библиотека с много стари и редки ръкописи, които по-късно са разграбени и унищожени. Към манастира съществува и килийно училище до 1888 г.
В Мулдавския манастир често отсяда Васил Левски и дори е запазено скривалището му под бившата игуменарна.
През 1883 г. Мулдавският манастир е посетен от известния чешки художник Иван Мърквичка. По време на посещението му внезапно умира едногодишният му син, който е погребан в двора на манастира.

## Архитектура
Манастирският комплекс се състои от двуетажни жилищни сгради с открити чардаци и висок манастирски зид, които ограждат от четирите му стени просторен двор, застлан с калдъръм. В средата на двора се издига съборната църква с висока камбанария.
Църквата в Мулдавския манастир е построена през 1836 г. и представлява голяма трикорабна безкуполна псевдобазилика с вътрешен и открит притвор, като в югозападния ъгъл на последния се извисява камбанария. Особен интерес представлява откритата аркада, поставена върху седем зидани колони и образуващи четири отделни свода. На югозападния ъгъл на аркадата се извисява камбанарията. През 1946 г. църквата се срутва, при което оцелява само западната ѝ стена с преддверието и аркадата. Съборената църква е изградена през 1951 г. След срутването на църквата само отделни сцени от стенописите в преддверието се запазили, сред които части от Апокалипсиса. От старата архитектура на храма са запазени притворът, откритата галерия и камбанарията, която е издигната през 1894 г. от майсторите Георги Кръстев и Киро Тодоров от Асеновград. Църквата е изписана през 1840 г. от тревненските зографи Кръстьо Захариев и синовете му Петър и Георги. В галерията до входа се намират фигурите на светците Кирил и Методий, а вътре на Климент Охридски, Наум Преславски, Евтимий Търновски и Теодосий Търновски. Източната стена на преддверието е заета изцяло от пространната композиция „Страшният съд“. На северната и южната стена са намерили място други назидателни теми – „Сътворението на света“, „Апокалипсиса“ и „Деянията на апостолите“. Всички стенописи на аркадата са в по-тъмни тонове и се отличават по стил и изпълнение от стенописите в преддверието. От възпоменателния надпис отвън на аркадата се вижда, че те са рисувани през 1836 г., но не е посочено името на художника. Интерес представлява ктиторският портрет на дарителя Петко х. Неделчев и синът му Неделчо от Чирпан. Те са представени в цял ръст с дълги народни носии. От тези съхранени стенописни фрагменти лъха рутина, усет за монументалност и тържественост. През 1946 г. манастирският храм се срутва, като оцеляват само преддверието и аркадата, но през 1951 г. е реставриран. Аязмото е построено през 1888 г. и се намира на 20 м извън манастирския комплекс.